# Peugeot Typ 134
Der Peugeot Typ 134 ist ein frühes Automodell des französischen Automobilherstellers Peugeot, von dem 1910 im Werk Lille 16 Exemplare produziert wurden.
Die Fahrzeuge besaßen einen Vierzylinder-Viertaktmotor, der vorne angeordnet war und über Kardan die Hinterräder antrieb. Der Motor leistete aus 4.763 cm³ Hubraum 22 PS.
Bei einem Radstand von 325,1 cm betrug die Spurbreite 145 cm. Die Karosserieform Doppelphaeton bot Platz für vier bis fünf Personen.